# آزادراه ام۴
آزادراه ام۴ یک آزادراه غرب به شرق است که در کشور انگلستان قرار دارد و شهر لندن را به جنوب کشور ولز متصل می‌کند.
شهرهای بزرگ در طول مسیر عبارت‌اند از: ردینگ، سوئیندون، بریستول، نیوپورت، کاردیف و سوانزی. ساخت این آزادراه از شهر لندن شروع شده و در چند مرحله انجام شده‌است و از ۱۹۶۱ تا ۱۹۹۶ به طول انجامیده‌است. طرح اصلی این آزادراه در دههٔ ۱۹۳۰ میلادی داده شده بود.

## ساخت
جدول زیر، ساخت‌وساز آزادراه را بر پایهٔ زمانی مشخص کرده‌است.

| سال افتتاح | ۱۹۶۱ | ۱۹۶۳ | ۱۹۶۵ | ۱۹۶۶          | ۱۹۶۷   | ۱۹۷۱  | ۱۹۷۲   | ۱۹۷۷                        | ۱۹۸۰          | ۱۹۹۴   |
| بخش‌ها      | J7–9 | J5–7 | J1–5 | J18–23 J39–41 | J22–28 | J9–18 | J44–46 | J28–29 J32–35 J37–39 J46–49 | J29–32 J35–37 | J41–44 |